# Kristoffer Jakobsen
Kristoffer Jakobsen (Boden, 9 settembre 1994) è uno sciatore alpino svedese.

## Biografia
Attivo in gare FIS dal novembre del 2009, Jakobsen ha esordito in Coppa Europa il 2 dicembre 2015 a Hemsedal in slalom speciale e in Coppa del Mondo il 23 ottobre 2016 a Sölden in slalom gigante, in entrambi i casi senza completare la prova. Ai Mondiali di Sankt Moritz 2017, suo esordio iridato, si è classificato 29º nello slalom gigante e non ha completato la prova di slalom speciale; l'anno dopo ai XXIII Giochi olimpici invernali di Pyeongchang 2018, sua prima presenza olimpica, si è piazzato 7º nello slalom speciale, 5º nella gara a squadre e non ha completato lo slalom gigante.
Nel 2019 ha preso parte ai Mondiali di Åre, senza terminare lo slalom speciale, e ha conquistato il suo primo podio in Coppa Europa, nello slalom speciale di Funäsdalen del 29 novembre (3º); ai Mondiali di Cortina d'Ampezzo 2021 ha vinto la medaglia d'argento nella gara a squadre, non ha completato lo slalom speciale e non si è qualificato per la finale nello slalom parallelo e il 12 dicembre dello stesso anno ha conquistato a Val-d'Isère in slalom speciale il primo podio in Coppa del Mondo (2º). Ai successivi XXIV Giochi olimpici invernali di Pechino 2022 si è classificato 13º nella gara a squadre e non ha completato lo slalom speciale, mentre ai Mondiali di Courchevel/Méribel 2023 si è piazzato 11º nella gara a squadre e non ha completato lo slalom speciale e a quelli di Saalbach-Hinterglemm 2025 ha vinto la medaglia di bronzo nella gara a squadre, è stato 11º nella combinata a squadre e non ha completato lo slalom speciale.

## Palmarès

### Mondiali
- 2 medaglie:
  - 1 argento (gara a squadre a Cortina d'Ampezzo 2021)
  - 1 bronzo (gara a squadre a Saalbach-Hinterglemm 2025)

### Coppa del Mondo
- Miglior piazzamento in classifica generale: 40º nel 2024
- 4 podi (in slalom speciale):
  - 3 secondi posti
  - 1 terzo posto

### Coppa Europa
- Miglior piazzamento in classifica generale: 46º nel 2017
- 1 podio:
  - 1 terzo posto

### Australia New Zealand Cup
- Miglior piazzamento in classifica generale: 27º nel 2018

### Campionati svedesi
- 3 medaglie:
  - 3 bronzi (slalom gigante, slalom speciale nel 2016; slalom speciale nel 2024)